# Apollo Tyres
Apollo Tyres Limited è una società indiana fondata nel 1972 e specializzata nella progettazione e produzione di pneumatici per mezzi gommati come autocarri, autovetture e motoveicoli.
È il quattordicesimo produttore mondiale di pneumatici al 2025.
Il suo primo impianto fu costruito a Perambra. 
La società dispone di quattro siti produttivi in India, uno nei Paesi Bassi e uno in Ungheria.
Ha una rete di circa 5000 concessionari in India, di cui oltre 2500 sono punti vendita esclusivi. Il 69% dei suoi ricavi proviene dall'India, il 26% dall'Europa e il 5% da altre aree geografiche.